# Rațiune și Simțire
Rațiune și simțire, cu titlul original Sense and Sensibility, este un roman scris de către Jane Austen, și  publicat în anul 1811. Inițial, a fost publicat anonim, De către o Doamnă (By A Lady), pseudonim care a apărut pe pagina de titlu, unde ar fi trebuit să apară numele autoarei sale, Jane Austen. Acest roman dezvăluie povestea surorilor Dashwood, Elinor (19 ani) și Marianne (16 ani și jumătate). Acestea au un frate vitreg mai mare, John, și o soră mai mică Margaret, în vârstă de 13 ani.
Romanul ne descoperă povestea celor trei surori Dashwood, care au fost nevoite să se mute împreună cu mama lor văduvă din moșia în care au crescut, care era la Norland Park. Din cauza faptului că proprietatea Norland este moștenită de John, fiul domnului Dashwood din prima căsătorie, și de către fiul lui John, Harry, cele patru femei Dashwood trebuie să își caute o nouă casă. Acestora li se oferă șansa de a închiria o casă modestă, Barton Cottage, situată pe proprietatea unei rude îndepărtate a doamnei Dashwood, Sir John Middleton. Aici, Elinor și Marianne, vor trăi experiențe pline de dragoste, romanțe și dureri. Acțiunea romanului se desfășoară în Sud Vestul Angliei, Londra și Sussex, între anii 1792 și 1797.
Romanul, care s-a vândut în 750 de exemplare până la mijlocul anului 1813, a reprezentat un succes pentru Jane Austen. Cel de-al doilea tiraj a avut loc mai târziu, tot în același an. A fost primul titlu marca Austen care a fost republicat în Anglia după moartea sa, și primul titlu marca Austen ilustrat în Marea Britanie, în seria Standard Novels din 1833 a lui Richard Bentley. Romanul este în continuă publicare din 1811 și a fost de multe ori ilustrat, extras, prescurtat și adaptat pentru scenă și film.

## Rezumatul romanului
Henry Dashwood, a doua sa soție și cele trei fiice trăiesc mulți ani alături de unchiul lor necăsătorit Henry în reședința de la Norland Park, o proprietate mare la țară în Sussex. La sfârșitul vieții sale, unchiul Henry decide să lase ca moștenire bunurile și veniturile sale mai întâi nepotului său Henry, mai apoi primului fiu al lui Henry (din prima căsătorie), John Dashwood, astfel încât întreaga avere să ajungă în mâinile fiului de 4 ani al lui John Dashwood, Harry. Unchiul moare, dar Henry mai trăiește doar un an după moartea unchiului său, stingându-se și acesta din viață și neputând într-un timp atât de scurt să econimisească suficienți bani pentru soția sa, doamna Dashwood, și pentru cele trei fiice ale sale, Elinor, Marianne și Margaret, cărora le-a rămas doar un venit mic. Pe patul de moarte, fiul său John îi promite lui Henry că le va asigura surorilor sale un trai îndestulat, dar nu după mult timp de când Henry s-a stins, soția lacomă a lui John, Fanny, îl convinge pe acesta să dea uitării promisiunea pe care i-a făcut-o tatălui său, manifestându-și îngrijorarea cu privire la scăderea moștenirii fiului lor, Harry, în ciuda faptului că John era deja bogat datorită moștenirii sale de la mama sa și datorită zestrei soției sale. Dragostea tatălui, Henry Dashwood, pentru a doua sa familie este de asemenea folosită de Fanny pentru a trezi gelozia soțului ei pentru a-l convinge să nu-și ajute financiar cele trei surori. 
În calitate de noi proprietari, imediat după moartea domnului Dashwood, John și Fanny s-au mutat la Norland Park, în timp ce doamna Dashwood și cele trei fiice ale sale erau tratate ca niște oaspeți nepoftiți de către răutăcioasa Fanny, dar doamna Dashwood căuta un alt loc unde să locuiască. Între timp, fratele lui Fanny, Edward Ferrars, vizitează proprietatea Norland și este atras de Elinor. Când află, Fanny se împotrivește dragostei care s-a născut între cei doi, jignind-o pe doamna Dashwood deoarece credea că atracția principală a lui Elinor este averea lui Edward. 
Împreună cu fiicele sale, doamna Dashwood s-a mutat la Barton Cottage în comitatul Devonshire, aproape de casa verișorului său, Sir John Middleton. Noua lor casă este modestă, dar ele sunt primite cu căldură sufletească de către Sir John și intergrate în societatea locală, cunoscându-i pe soția sa, Lady Middleton, soacra sa, vorbăreața dar binevoitoarea doamnă Jennings, și pe prietenul său, Colonelul Brandon. Colonelul Brandon este atras de Marianne, dar doamna Jennings îl tachinează în legătură cu asta. Marianne nu este mulțumită, deoarece îl consideră pe colonelul Brandon, în vârstă de treizeci și cinci de ani, un bătrân burlac, incapabil să se îndrăgostească sau să inspire iubire.  

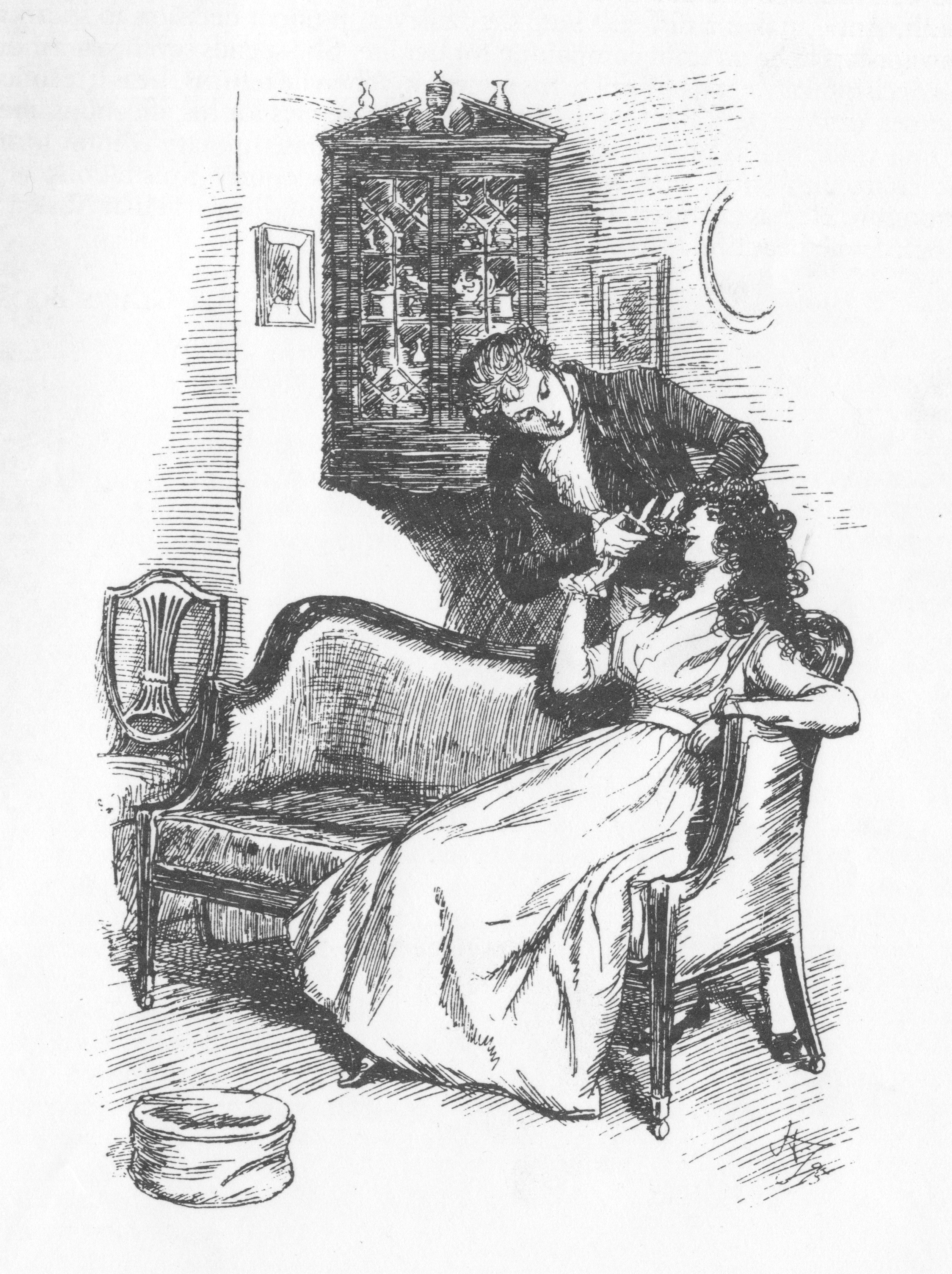
O ilustrare din secolul al XIX-lea realizată de Hugh Thomson care îl arată pe Willoughby tăind o șuviță din părul lui Marianne.

În timp ce Marianne a ieșit pentru o plimbare, și este prinsă de ploaie, alunecă și își luxează glezna. John Willoughby, precaut de altfel, vede accidentul și o ajută, ridicând-o de jos și ducând-o înapoi acasă. După ce a salvat-o, Marianne a început îndată să îi admire înfățișarea și asemănările care existau între ei în ceea ce privește poezia, muzica, arta și iubirea. Atenția lui dar și comportamentul lui Marianne, le fac pe Elinor și pe doamna Dashwood să bănuiască o secretă logodnă între cei doi. Elinor o avertizează pe Marianne cu privire la comportamentul nepotrivit, dar Marianne refuză să îi mărturisească sentimentele sale. Willoughby se angajează în mai multe activități intime cu Marianne, inclusiv să o ducă să vadă casa pe care credea că o va moșteni într-o bună zi, și reușește să obțină o șuviță din părul ei. Când un angajament, sau cel puțin anunțul unuia dintre cei doi părea inevitabil, domnul Willoughby anunță familia Dashwood că mătușa sa, de care depindea situația sa financiară, îl trimite la Londra pentru niște afaceri, pentru un termen nelimitat. Marianne este tulburată și se lasă adâncită în durere.  
Edward Ferrars face o vizită scurtă până la Barton Cottage, dar pare să fie nefericit. Elinor se teme că nu mai are sentimente pentru ea, dar ea nu își va dezvălui durerea. După ce Edward pleacă, surorile Anne și Lucy Steele, grosolanele verișoare ale doamnei Jennings, vin să stea un timp la Barton Park. Lucy îi spune lui Elinor în particular despre logodna secretă de patru ani dintre ea și Edward Ferrars care a început atunci când ea studia cu unchiului ei. Elinor realizează că vizita și destăinuirea lui Lucy sunt rezultatul geloziei sale,  și datorită socotelii sale istețe, Elinor înțelege tristețea și comportamentul lui Edward pe care le-a avut în ultimul timp față de ea. Îl achită pe Edward de orice vină și îl compătimește pentru că a rămas într-o logodnă fără iubire cu Lucy, ceea ce îi demonstrează onoarea lui Edward. 
Elinor și Marianne o însoțesc pe doamna Jennings la Londra. La sosire, Marianne îi scrie în grabă câteva scrisori lui Willoughby, dar care rămân fără răspuns. Când ei se întâlnesc din întâmplare la un bal, Willoughby este în compania altei femei. El o salută pe Marianne fără tragere de inimă și rece, care duce la creșterea suferinței lui Marianne. Ea părăsește petrecerea complet distrasă. Curând, Marianne primește o scurtă scrisoare care cuprinde și fostele lor corespondențe, dar și cadourile simbolice, inclusiv șuvița de păr. Se descoperă că Willoughby este logodit cu o tânără damă, domnișoara Grey, foarte bogată. Marianne este devastată. După ce Elinor citește scrisoarea, Marianne îi recunoaște faptul că ea și Willoughby nu au fost logodiți niciodată, și că s-a comportat de parcă ar fi fost logodiți deoarece ea a știut că îl iubește și credea că și el o iubește. 
În timp ce Marianne suferea, Colonelul Brandon o vizitează pe Elinor și îi dezvăluie acesteia că Willoughby a sedus-o, a lăsat-o însărcinată, apoi a abandonat-o pe tânăra pupilă a Colonelului Brandon, domnișoara Eliza Williams. Ulterior, mătușa lui Willoughby l-a dezmoștenit, așa că, alege să se căsătorească cu domnișoara Grey pentru banii acesteia. Eliza este fiica nelegitimă a primei iubiri a Colonelului Brandon, numită tot Eliza, o tânără femeie care a fost pupila tatălui său și o moștenitoare a unei mari averi. A fost obigată să se căsătorească cu fratele mai mare al Colonelului, pentru a-și împlini datoriile față de familie, căsnicia sfârșind în scandal și divorț în timp ce Colonelul era în străinătate cu Armata. După ce tatăl și fratele Colonelului Brandon au murit, el a moștenit averea familiei și s-a întors să o găsească pe Eliza, găsind-o stingându-se din viață într-o casă de datornici, așa că Brandon s-a ocupat de creșterea fiicei sale. Brandon îi spune lui Elinor că Marianne îi amintește de Eliza pentru sinceritatea ei și pentru impulsivitatea fără vină. Brandon a dus-o pe tânăra Eliza la țară, dezvăluindu-i toate aceste detalii lui Elinor în speranța că Marianne va putea găsi un strop de consolare atunci când va afla nevrednicia lui Willoughby. 
Între timp, surorile Steele au ajuns în Londra ca musafire ale doamnei Jennings. După ce s-au cunoscut au fost chemate să stea la John și Fanny Dashwood tot în Londra. Lucy percepe invitația ca un compliment, mai mult decât era de fapt, un lucru neînsemnat pentru Elinor și Marianne care, făcând parte din familia lor, ar fi trebuit invitate întâi. Prea băgăreață, Anne Steele trădează secretul logodnei dintre Edward Ferrars și Lucy. Ca o consecință, surorile Steele sunt date afară din casă în timp ce Edward este obligat de către mama sa să rupă logodna cu amenințarea dezmoștenirii. Edward, incapabil să împlinească cererea mamei sale gândindu-se la suferința lui Lucy, nu se conformează. Este dezmoștenit imediat în favoarea fratelui său, Robert, ceea ce îi aduce din partea lui Elinor și Marianne respect și simpatie. Colonelul Brandon își manifestă și el admirația, oferindu-i lui Edward casa parohială de la Delaford, astfel încât să se poată căsători cu Lucy. 
Doamna Jennings le ia pe Elinor și Marianne în vizită la cealaltă fiică a sa la țară, doamna Charlotte Palmer, la proprietatea soțului ei Cleveland. Marianne, încă în suferință după căsătoria lui Willoughby, se plimbă prin ploaie și se îmbolnăvește, este diagnosticată cu tifos, viața fiindu-i în pericol. Elinor îi scrie doamnei Dashwood despre gravitatea situației, Colonelul Brandon oferindu-se să o aducă pe mama lui Marianne la Cleveland pentru a fi împreună. În noapte, Willoughby vine și îi mărturisește lui Elinor că dragostea lui pentru Marianne a fost neprefăcută și faptul că a pierdut-o l-a făcut complet nefericit. El obține mila lui Elinor pentru că alegerea lui l-a făcut nefericit dar este dezgustată de felul insensibil despre cum vorbește de domnișoara Williams și despre soția sa. De asemenea, îi mărturisește că mătușa sa l-ar fi iertat dacă s-ar fi căsătorit cu domnișoara Williams, dar el a refuzat.
Marianne se însănătoșește, după care Elinor îi povestește despre vizita lui Willoughby. Marianne realizează că niciodată nu ar fi putut să fie fericită cu Willoughby din cauza răutății, nesiguranței și a nepăsării sale, și apreciază relația dintre Elinor și Edward și ia hotărârea de a se modela după curajul și bunul ei simț. Mai târziu, Edward vine și mărturisește că, după dezmoștenirea sa, Lucy l-a părăsit în favoarea fratelui său acum bogat, Robert. Elinor este în sfârșit fericită. Edward și Elinor se căsătoresc, iar după ei Marianne și Colonelul Brandon fac același lucru, după ce Marianne a început să se îndrăgostească de Colonel. Cele două cupluri, acum vecini, atât surorile cât și cei doi soți trăind în armonie. Willoughby o consideră pe Marianne idealul său, dar naratorul ne dezvăluie nouă, cititorilor, că el niciodată nu a fost cu adevărat fericit. 

## Personajele romanului

### Personajele principale
- Elinor Dashwood este fiica cea mare a domnului și doamnei Henry Dashwood, înțeleaptă și cumpătată. Ea reprezintă ,,rațiunea" din titlul romanului lui Jane Austen Rațiune și simțire. La începutul poveștii ea are 19 ani, și se îndrăgostește de Edward Ferrars, cumnatul fratelui său vitreg, John Dashwood. Ea se împrietenește cu Colonelul Brandon, admiratorul lui Marianne care mai târziu devine soțul acesteia. Își manifestă bunătatea permanent în folosul tuturor, față de familia sa și față de prietenii săi, punând bunăstarea lor și interesele lor mai presus de sine însăși, stăpânindu-și sentimentele puternice într-un mod care îi face pe alții să creadă că este indiferentă sau că are o inimă de piatră. De exemplu, chiar și când află de logodna secretă dintre Lucy Steele și Edward, Elinor păstrează acest secret, ascunzând-și tristețea la aflarea acestei vești. Chiar dacă narațiunea este făcută la persoana a III-a, primul punct de vedere reflectat este mereu cel al lui Elinor. Prin urmare, cele mai multe personaje și evenimente din roman reflectă gândurile și sentimentele lui Elinor.

- Marianne Dashwood este cea de-a doua fiică a domnului și doamnei Henry Dashwood, sensibilă dar năvalnică în ceea ce privește tristețile și bucuriile sale. Excesul de sensibilitate se identifică cu cea de-a doua parte a titlului dat romanului de către Jane Austen ,,simțire" (pe vremuri, ,,sensibility" însemna ceea ce azi numim sensibilitate ,,sensitivity"). Ea are 16 ani la începutul romanului, și este atracția principală a Colonelului Brandon și a domnului John Willoughby. Este atrasă de tânărul, frumos, cu spirit romantic, Willoughby, și nu se gândește prea mult la Colonelul Brandon, mai demodat și mai cumpătat. Marianne are parte de cea mai însemnată dezvoltare în roman, învățând că sensibilitățile ei au fost egoiste. Ea decide în final că acest comportament al ei este greșit, și că ar trebui să fie mai asemănător cu cel al surorii sale mai mari, Elinor.

- Edward Ferrars este cel mai în vârstă dintre frații Ferrars, manifestând un atașament față de Elinor încă de la începutul romanului. Cu patru ani înainte ca să cunoască familia Dashwood, Ferrars se logodește cu Lucy Steele, nepoata tutorelui său. Logodna a fost ținută secret pe tot parcursul acestor ani, din cauza faptului că familia Ferrars nu ar fi fost de acord cu căsătoria dintre cei doi. El este renegat de către mama sa când aceasta este înștiințată de logodna dintre cei doi, și după ce Edward refuză să rupă logodna.

- John Willoughby este nepotul frivol al unui vecin de-al familiei Middleton, o personalitate izbitoare care o impresionează pe Marianne, împărtășindu-i interesele artistice și culturale. Este bănuit de către cunoștințele comune ale celor doi că vrea să se căsătorească cu Marianne, din cauza gesturilor prea familiare care ai loc între cei doi, sfârșind brusc această legatură cu familia Dashwood, cu toate acestea, și părăsesște orașul chiar atunci când logodna cu Marianne părea inevitabilă. Mai târziu se descoperă faptul că el s-a logodit cu Sophia Grey, o tânără bogată, din cauza înreruperii sprijinului financiar pe care îl avea de la mătușa sa, doamna Smith. De asemenea, este descris de Jane Austen ca fiind ,,un bărbat care se aseamănă cu eroul unei povești preferate".[4]

- Colonelul Brandon este un prieten apropiat de-al lui Sir John Middleton. La începutul cărții, acesta are 35 de ani, și el se îndrăgostește de Marianne la prima vedere, amintindu-i de pupila tatălui său de care s-a îndrăgostit în tinerețe, Eliza Williams. El este împiedicat să se căsătorească cu Eliza Williams, pupila tatălui său, deoarece îi era făgăduită fratelui său mai mare. Pentru a fi departe de ea, a fost trimis cu armata în străinătate, Eliza Williams suferind numeroase nenorociri în timp ce Colonelul Brandon era plecat. Toate aceste nenorociri sunt văzute ca niște consecințe ale casătoriei nefericite dintre Eliza Williams și fratele Colonelului Brandon. În cele din urmă, ea moare în sărăcie și rușine, având o fiică (nelegitimă), care devine pupila Colonelului Brandon. El este un onorabil prieten al familiei Dashwood, în special pentru Elinor, oferindu-i lui Edward Ferrars o casă parohială după ce acesta este dezmoștenit de către mama sa.

### Personajele secundare
- Henry Dashwood este un domn bogat care moare la începutul poveștii. Condițiile averii sale – ca moștenitorul să fie de sex masculin - îl împiedică să lase ceva doamnei Dashwood și fiicelor sale. Îi cere lui John, fiului său după prima soție să se îngrijească (însemnând să le asigure un trai îndestulat) de doamna Dashwood și de cele trei fiice ale lor.

- Doamna Dashwood este cea de-a doua soție a lui Henry Daswood, fiind lăsată, la moartea soțului său, într-o situație financiară dificilă. Doamna Dashwood are 40 de ani la îneputul romanului. Fiind la fel ca fiica sa, Marianne, se lasă pradă emoției, și deseori ia decizii pe care nu le gândește îndeajuns bazate pe afect, și nu pe o bună judecată.

- Margaret Dashwood este fiica cea mai mică a domnului și doamnei Henry Dashwood. Ea are 13 ani și la îneputul romanului, fiind, de asemenea, influențată de romantismul lui Marianne. Este bine crescută, dar la cei treisprezece ani ai săi nu prea dădea semne că o să fie, mai târziu, la fel ca surorile sale.

- John Dashwood este fiul lui Henry Dashwood și a primei soții a acestuia. El intenționează să se înțeleagă bine cu surorile sale vitrege, dar el dă dovadă de un puternic simț al avariției, fiind foarte ușor influențat de către soția sa, Fanny Dashwood.

- Fanny Dashwood este soția lui John Dashwood, întodeauna denumită ,,doamna John Dashwood" sau ,,Fanny Dashwood", pentru a nu fi confundată cu ,,Doamna Dashwood" (menționată mai sus), și sora fraților Edward și Robert Ferrars. Aceasta, prin acțiunile sale, dovedește faptul că este orgolioasă, egoistă și snoabă, răsfățându-l răsfață în mod excesiv pe fiul lor, Harry. Ea este foarte aspră față de mama vitregă a soțului său și față de surorile vitrege ale acestuia, în special din momentul în care începe să realizeze că fratele său, Edward, este atras de Elinor.

- Sir John Middleton este o rudă îndepărtată a doamnei Dashwood care, după moartea lui Henry Dashwood, o invită pe aceasta, împreună cu fiicele sale, să locuiască într-o căsuță pe proprietatea sa. Descris ca fiind un bărbat bogat și cinstit, care a slujit în armată împreună cu Colonelul Brandon, el este foarte binevoitor și dornic să organizeze des petreceri, picnicuri și alte întuniri pentru a-i aduce împreună pe tinerii din satul lor. El împreună cu soacra sa, doamna Jennings, constituie o pereche veselă , cicălitoare și bârfitoare.

- Lady Middleton, eleganta, dar prudenta soție a lui Sir John Middleton, ea este mai retrasă decât soțul său, în primul rând fiind concentrată asupra rolului său de mamă în ceea ce îi privește pe cei patru copii ai lor.

- Doamna Jennings este mama surorilor Lady Middleton și Charlotte Palmer. O văduvă care a avut grijă să își căsătorească toți copiii, ea își petrece aproape tot timpul vizitându-și fiicele împreună cu familiile acestora, în special familia Middleton. Ea și ginerele său, Sir John Middleton, sunt permanent interesați de trăirile romantice ale tinerilor din jurul lor și încearcă să le găsească perechi potrivite, de multe ori fapt care duce la supărarea lui Elinor și Marianne.

- Robert Ferrars, fratele mai tânăr al lui Edward Ferrars și Fanny Dashwood, este cel mai preocupat de poziția sa socială, modă și de noua sa trăsură barouche. Pe urmă, acesta se căsătorește cu domnișoara Lucy Steele, după ce Edward este dezmoștenit.

- Doamna Ferrars este mama fraților Fanny Dashwood, Edward și Robert Ferrars.  Este surprinsă ca fiind o femeie răutăcioasă și aspră, care cuprinde în sine toate maniile demonstrate în caracterul lui Fanny și Robert. Doamna Ferrars este hotătâtă să își căsătorească fiii după cerințele sale. Ea îl renegă pe fiul său cel mai mare, Edward, pentru logodna lui cu Lucy Steele, dar spre surprinderea tuturor, fiul cel mai mic, Robert, se va căsători cu aceeași femeie,Lucy Steele, mai târziu.

- Charlotte Palmer, fiica doamnei Jennings și sora mai mică a lui Lady Middleton, este veselă, dar săracă cu duhul, deoarece ia în râs lucruri și fapte nepotrivite, cum ar fi comportamentul grosolan și continuu al soțului său față de ea și față de ceilalți.

- Thomas Palmer este soțul Charlottei Palmer care se zbate pentru o poziție în Parlament, dar este trândav și grosolan. Acesta, este politicos față de surorile Dashwood.

- Lucy Steele (niciodată numită ,,Domnișora Steele") este o rudă tânără și îndepărtată rudă a doamnei Jennings, care a fost pentru un timp logodită în mod secret cu Edward Ferras. Aceasta, într-un mod stăruitor, dezvoltă o relație de prietenie cu Elinor Dashwood și cu domnul John Dashwood. Mărginită în ceea ce privește educația formală, dar și în ceea ce privește bunurile materiale, ea este, totuși, atrăgătoare, manipulatoare și uneltitoare.

- Anne sau Nancy Steele (numită adesea ,,domnișoara Steele") este sora mai mare a lui Lucy Steele, stupidă, și mai puțin isteață în comparație cu sora sa.

- Domnișoara Sophia Grey este o moștenitoare bogată și răuvoitoare cu care domnul Willoughby se căsătorește pentru a-și păstra în continuare stilul de viață scump, după ce acesta a fost dezmoștenit de către mătușa sa, doamna Smith.

- Domnișoara Morton este unica fiica a răposatului lord Morton, bogată, cu care doamna Ferrars vrea ca fiul ei cel mare, Edward, și mai târziu Robert, să se căsătorească.

- Domnul Pratt este unchiul domnișoarei Lucy Steele și tutorele lui Edward.

- Eliza Williams (junioară, fiica mamei Eliza Williams) este pupila colonelului Brandon, care are aproximativ 15 ani, și care a dat naștere copilului nelegitim al lui John Willoughby. Acesteia i-a fost dat numele mamei sale, Eliza Williams.

- Eliza Williams (senioară, mama Elizei Williams celei tinere) este fosta iubire a colonelului Brandon. Eliza Williams a fost pupila tatălui Colonelului Brandon, care a fost silită de acesta, împotriva voinței ei, să se căsătorească cu fratele mai mare al Colonelului. Căsătoria dintre cei doi nu a fost una fericită, descoperindu-se că fiica sa a fost lăsată ca pupilă colonelului Brandon atunci când acesta și-a găsit dragostea demult pierdută stingându-se încet într-un adăpost pentru datornici.

- Doamna Smith este mătușa bogată a domnului Willoughby, care îl renegă pentru faptele pe care le-a săvârșit, seducând-o și abandonând-o pe tânăra Eliza Williams, pupila Colonelului Brandon.

## Desfășurarea scrierii romanului
Prima versiune a romanului a fost scrisă de către Jane Austen sub forma unui roman compus din scrisori (sub forma unui roman epistolar), poate încă din 1795 când avea aproximativ 19 ani, sau din 1797, la vârsta de 21 de ani, spunându-se că inițial i-a dat titlul Elinor și Marianne (Elinor and Marianne). Mai târziu aceasta a schimbat forma romanului într-una narativă numindu-l Rațiune și Simțire (Sense and Sensibility).
În scrierea romanului său Rațiune și Simțire, Jane Austen s-a inspirat din alte romane ale anilor 1790 care au tratat teme asemănătoare, inclusiv Life and Love, romanul scris de Adam Stevenson în 1785, care ne dezvăluie o relație condamnată. Un alt roman din care s-a inspirat, A Gossip's Story scris în 1796 al lui Jane West, care prezintă povestea a două surori, o soră rațională și o altă soră cu o sensibilitate romantică și emoțională însemnată, este considerat a fi și acesta o sursă de inspirație. Eroina romantică a lui West are același nume, Marianne, cu personajul lui Austen. Există și alte asemănări textuale descrise într-o ediție modernă a romanului lui Jane West.
Jane Austen s-ar fi putut baza pe cunoștințele sale despre Warren Hastings, primul Guvernator General al Indiei, în portretizarea Colonelului Brandon. Se zvonea că Warren Hastings ar fi fost tatăl biologic al verișoarei lui Austen, Eliza de Feuillide. Linda Robinson Walker spune că Warren Hastings „bântuie romanul Rațiune și simțire prin personajul Colonelului Brandon”, susținând că ambii au plecat în India la vârsta de șaptesprezece ani, ambii ar fi putut avea fiice nelegitime cu același nume, Eliza, ambii participând la un duel.

## Titlul
,,Rațiune" înseamnă bună judecată, înțelepciune și prudență, iar ,,simțire" înseamnă sensibilitate, afect și emoție. Elinor este un personaj cu un simț al rațiunii dezvoltat, chiar dacă și Marianne dobândește această însușire, pe când Marianne dă dovadă de un exces de sensibilitate, chiar dacă și Elinor este surprinsă a fi sensibilă, dar fără a-și exterioriza emoțiile. Prin schimbarea titlului din Elinor și Marianne, Jane Austen a adăugat ceea ce numim ,,profunzime filosofică" la ceea ce a început ca o schiță în descrierea a două personaje.

## Opinii critice
Rațiune și Simțire, la fel ca celelalte  creații beletristice ale lui Austen, a atras un număr mare de diferite abordări critice. Recenziile timpurii ale romanului s-au îndreptat înspre a evidenția faptul că opera oferă lecții de conduită (care vor fi dezbătute mai târziu de către mulți critici), precum și  de revizuire a personajelor. Aprecierea  critică a romanului, apărută pe site-ul Norton Critical Edition, redactată de către Claudia Johnson, conține  o serie  de recenzii timpurii, republicate în materialul său suplimentar. O recenzie nesemnată, apărută în Critical Review – Februarie 1812, laudă romanul pentru felul în care a fost scris , raportându-se la construcția clară, veridică a personajelor însă și la intriga ,,extrem de plăcută”, în care ,,întregul ansamblu este suficient dezvoltat astfel încât cititorul să reușească să-și mențină interesul, fără să obosească”. Această recenzie o laudă atât pe doamna Dashwood - mama surorilor Dashwood, cât și pe Elinor, și susține faptul că sensibilitatea exagerată a lui Marianne o face nefericită.  Recenzia mai susține faptul că romanul conține o lecție și o morală care sunt clarificate prin intermediul intrigii și al personajelor. O altă recenzie nesemnată, apărută în British Critic - Mai 1812, subliniază în continuare, caracterul de conduită pe care îl are romanul. În opinia acestui autor, întreaga lecție constă în  faptul că Austen favorizează temperamentul lui Elinor, mai mult decât pe cel al lui Marianne. Recenzia susține faptul că ,,scopul lucrării este, pe de-o parte, acela de a reprezenta efectele asupra conduitei vieții, a  bunului simț, discret, iar pe de altă parte, de a reprezenta  o susceptibilitate excesiv de rafinată”. Tot această recenzie susține și faptul că romanul conține ,,numeroase învățături cumpătate și benefice pentru conduita vieții”, în cadrul unei ,,narațiuni foarte plăcute și interesante”. Recenzia lui W.F. Pollock's, din Frasier's Magazine - 1861, intitulată ,,Romancieri britanici”, devine ceea ce editoarea Claudia Johnson  numește un ,,exemplu timpuriu despre cum ar trebui să devină perspectiva obișnuită a romanului”. Pe lângă evidențierea moralității romanului, Pollock trece în revistă personajele, în mod catalogat, precum moda vestimentară, lăudându-le și criticându-le, în conformitate cu aspectul pe care Austen îl favorizează în ceea ce privește punctul de vedere și temperamentul lui Elinor. Pollock laudă chiar pe domnul John Middleton și pe doamna Jennings, comentând despre umorul domnului Palmer și al ,,soției sale ridicole”. El critică egoismul domnului John Dashwood, fără a menționa  influența lui Fanny în acest context. Critică chiar și surorile Steele pentru vulgaritate.
Un articol anonim intitulat ,,Domnișoara Austen”, publicat în The Englishwoman's Domestic Magazine - 1866, ,,se îndepărtează de celelalte critici timpurii, care o simpatizau mai mult pe Marianne decât pe Elinor și susține faptul că Elinor este un ,,personaj prea bun”. De asemenea, articolul se diferențiază de altele, susținând faptul că ,,meritul predominant” al cărții nu constă în portretizarea celor două surori; mai degrabă eficiența cărții constă în ,,felul excelent în care sunt construite personajele secundare”. Articolul apărut în 1894, intitulat ,,Romancierul Clasic”, al lui Alice Meynell, publicat în Pall Mall Gazette , coincide cu atenția lui Austen asupra micilor detalii. Meynell susține faptul că Austen abordează personaje mai neînsemnate și probleme mai mici, pentru că ,,banalitatea relațiilor, este cea care face viața, arta și munca, neînsemnate”. În atenția ei îndreptată asupra personajelor secundare, Merynell aduce în discuție rolul copiilor pentru a ,,ilustra nebunia mamelor lor”, în special aceea a doamnei Middleton. 
Claire Tomalin, biograful lui Austen, susține faptul că romanul are o ,,oscilare în abordarea sa”, care s-a dezvoltat din cauza lui Austen, pe parcusul redactării romanului, a devenit treptat incertă în stabilirea faptului dacă ar trebui să triumfe rațiunea sau sensibilitatea. Austen, o descrie pe Marianne drept o doamnă simpatică, cu calități atractive, precum: inteligență, talent muzical,  onestitate și capacitate de a iubi profund.  Ea recunoaște faptul că Willoughby, cu toate defectele sale, continuă să o iubească și să o aprecieze într-o oarecare măsură pe Marianne.  Datorită acestor motive, unii cititori consideră că finalul , care constă în mariajul final al lui  Marianne cu Colonelul Brandon, este nesatifăcător.
Surorile Dashwood, se deosebesc ca fiind practic singurele personaje capabile de gândire inteligentă și orice fel de gândire profundă. Brownstein a scris că diferențele dintre surorile Dashwood sunt exagerate și de fapt sunt mult mai asemănătoare decât diferite, Elinor, având o ,,inimă deosebită” și fiind capabilă de aceleași pasiuni romantice pe care le are Marianne, în timp ce Marianne are mai multă rațiune. Elinor este mult mai reținută, mai politicoasă și mai puțin impulsivă decât Marianne, care iubește poezia, plimbările prin peisaje pitorești și crede în relațiile romantice intense, însă tocmai această apropiere între surori permite ca aceste diferențe să apară în timpul schimburilor lor.
Mulți critici pun romanul în legătură cu autorii și genurile populare din timpul lui Austen. Una dintre cele mai populare forme de ficțiune din timpul lui Austen a fost literatura epistolară. Acesta este un stil de scriere în care toată acțiunea, dialogul și relațiile dintre personaje sunt redate prin intermediul scrisorilor trimise de la un personaj la celălalt. În cartea Corespondențe Romantice: Femei, Politică și Literatura Scrisorilor, autoarea Mary Favret analizează relația bogată a lui Austen cu literatura epistolară, susținând faptul că Austen ,,s-a luptat cu forma epistolară” în scrierile anterioare și odată cu publicarea romanului Rațiune și Simțire,  ,,anunța victoria sa asupra constrângerilor scrisorii”. Favret susține faptul că versiunea scrisorii lui Austen, o separă pe aceasta de ,,admiratul său predecesor, Samuel Richardson” în sensul că scrisorile lui Austen sunt ,, un ghid înșelător către inima omului,care,  în cele mai bune cazuri se schimbă și se adaptează întotdeauna”. Potrivit lui Favret, personajul Elinor Dashwood este o ,,eroină anti-epistolară”, a cărei ,,lume interioară” a gândurilor și sentimentelor nu găsește ,,expresia directă în roman, cu toate că punctul ei de vedere controlează povestea”. Romanul lui Austen stabilește ceea ce Favret numea o ,,nouă intimitate” în roman, care a fost constrânsă de noțiunile anterioare ale caracterului romantic al scrisorilor. Această nouă intimitate, este un ,,mod de narațiune mai puțin constrângător”, în care naratorul lui Austen oferă comentarii asupra acțiunii, mai degrabă decât personajele în sine,prin intermediul scrisorilor. Favret susține că în cadrul romanului, Austen vrea să ,,recontextualizeze ” scrisoarea și să o aducă la un ,,nou realism”. Austen procedează așa, impregnând scrisoarea cu o putere periculoasă, atunci când Marianne îi scrie lui Willoughby; atât iubirea lor cât și scrisoarea ,,se dovedesc false”. În plus, Favret susține că Austen folosește ambele scrisori ale surorilor, pentru a evidenția contrastul dintre personalitățile lor.  Când ambele surori scriu scrisori la sosirea în Londra , scrisoarea lui Elinor este considerată  ,,scrisoarea conștiincioasă a surorii sensibile”, iar cea a lui Marianne este una ,, vagă și nepermisă” reflectând caracterizarea ei ca soră ,,sensibilă”. Ceea ce este probabil cel mai surprinzător în caracterizarea lui Favret, este că ea observă faptul că iubiții care își scriu, nu ajung niciodată să fie împreună.
În ceea ce privește critica lui Austen, o temă comună a fost îndreptată asupra aspectelor juridice ale societății și ale familiei, în special testamentele, drepturile primului și celui de-al doilea băiat și liniile de moștenire. Cartea lui Gene Ruoff – Jane Austen, Rațiune și Simțire,  analizează aceste aspecte în cadrul unei discuții ,pe tot parcursul cărții. Primele două capitole ale cărții , analizează pe larg subiectul testamentelor și discursul moștenirii.  Aceste subiecte dezvăluie ceea ce Ruoff numește ,,obsesie culturală în ceea ce privește prioritatea nașterii masculine”. Nașterea bărbaților, potrivit lui Ruoff, este de departe aspectul dominant în aceste conversații juridice. Ruoff subliniază faptul că pe linia familială, ordinea nașterii bărbaților, stabilește aspectele legate de eligibilitate și merit. În momentul în care Robert Ferras devine fiul cel mare, Edward nu mai apelează la Lucy, ,, logodnica lui oportunistă”, care își îndreaptă repede atenția către meschinul Robert și ,,îl captează”, pentru a-și asigura moștenirea. Potrivit lui Ruoff, Lucy îl  urmărește în mod intenționat  pe primul fiu, pentru a beneficia de avantajul financiar al unui bărbat, în această ordine de naștere.În cartea The History Austen, scriitorul William Galperin, observă tendința acestui sistem de moștenire patriarhală și câștig salarial, ca acționând pentru a asigura vulnerabilitatea femeilor. Din cauza acestei vulnerabilități, Galperin, susține faptul că romanul lui Austen, prezintă căsătoria drept singura soluție practică ,,împotriva nesiguranței de a rămâne o femeie necăsătorită”.
Criticile feministe, au fost angajate în conversații îndelungate despre Jane Austen, și despre  romanul ei care a apărut în aceste discuții, în special în jurul sistemului patriarhal al moștenirii și câștigului salarial. În lucrarea feministă seminală- The Madwoman in the Attic: The Woman Writer and the Nineteenth-Century Imagination, Sandra M. Gilbert și Susan Gubar, însumează  mai multe discuții referitoare la roman. Pun în legătură începutul romanului cu repovestirea  Regelui Lear,  dintr-o perspectivă feministă și susțin că aceste ,,inversări implică faptul că tradițiile masculine trebuie evaluate și reinterpretate dintr-o perspectivă feminină”. Gilbert și Gubar susțin faptul că Austen studiază efectele controlului patriarhal asupra femeilor, în special în domeniul muncii și al moștenirii. Ele elimină faptul că domnul John Dashwood își privează surorile de casa lor, precum și de veniturile promise, ca un exemplu al acestor consecințe.  Subliniază de asemenea  manipularea ,,disprețuitoare”a doamnei Ferrars, în legătură cu linia de moștenire patriarhală în renegarea fiului său cel mare, Edward Ferrars, dovedind în cele din urmă faptul că  această construcție este arbitrară. Deși mesajul final al romanului este că ,,femeile tinere, precum Marianne și Elinor, trebuie să se supună unor convenții puternice ale societății prin aflarea unui protector masculin ”, Gilbert și Gubar susțin faptul că ,femei precum Mrs.Ferrars și Lucy Steele, demonstrează felul în care femeile ,, ele însele devin agenți ai represiunii, manipulatoare ale convențiilor și supraviețuitoare”.  Pentru a se proteja pe ele și propriile lor interesele, doamnele Ferrars și Lucy Steele trebuie să participe la același sistem patriarhal care le oprimă.
În capitolul ,,Rațiune și Simțire: Păreri Prea Comune și Prea Primejdioase”, a cărții - Jane Austen: Femei, Politică și Roman, autoarea Claudia Johnson, oferă o perspectivă  feministă de lectură a romanului lui Austen. Ea se deosebește de criticile anterioare, în special de cele timpurii, susținând faptul că romanul lui Austen nu este așa cum se presupune adesea- ,, o carte de conduită dramatizată” ,care pune în valoare ,,prudența feminină” (asociată cu rațiunea lui Elinor) peste ,,impetuozitatea feminină” (asociată cu sensibilitatea lui  Marianne). Mai mult de atât, Johnson, percepe cartea lui Austen, ca  un ,, roman obscur și dezamăgitor” care așază ,,instituțiile ordini” - precum căsătoria și familia într-o lumină negativă, o atitudine care face ca romanul să devină ,,cel mai adaptat la critica socială”, dintre toate operele lui Austen. În opinia lui, romanul tratează dintr-o perspectivă critică codurile de proprietăți, precum și aplicarea lor de către comunitate. Conform argumentului lui Johnson, elementul cheie al criticii lui Austen față de societate, este reprezentarea marginalizării nedrepte a femeilor, rezultate în urma ,,morții sau a simplei absențe a protecției masculine”. În plus, personajele masculine din Rațiune și Simțire sunt descrise într-un mod nefavorabil. Johnson îi numește pe domnii din roman ,,soiuri lipsite de angajament” care ,,se mișcă mai departe mai mult sau mai puțin neîmpovărați de epave umane din trecut”. Cu alte cuvinte, bărbații nu simt nicio responsabilitate față de cineva. Criticul îl compară în acest sens pe Edward cu Willoughby, susținând  că  toate diferențele dintre ei, ca indivizi, nu maschează faptul că eșecurile lor sunt de fapt identice; El îi numește „vulnerabili, ipocriți și egoiști”, lipsiți de onestitatea și sinceritatea cu care Austen înzestrează alți „domni exemplari” în lucrarea ei.  Compararea  dintre Edward și Willoughby, a lui Johnson, dezvăluie imaginea tristă a domnilor prezentați în roman.
Studiul analitic - Adevărata Doamnă și Femeia Scriitoare: Ideologia ca stil în operele scriitoarelor Mary Wollostonecraft, Mary Shelley și Jane Austen, realizat de către Mary Poovey, coincide cu cel al lui Johnson, în ceea ce privește caracterul obscur al romanului lui Austen. Poovey susține că romanul are un „ton sobru” în care izbucnește un conflict între angajamentul lui Austen cu în ceea ce privește „personajele categorice” și codurile morale necesare pentru a controla dorințele lor potențial „haotice”. Potrivit lui Poovey, Austen prezintă acest conflict între dorința individuală și limitarea principiilor morale, prin însuși personajul lui Elinor. Cu excepția lui Elinor, toate personajele feminine din roman, experimentează un fel de exces al femininului. Poovey susține faptul că Austen recunoaște ,,limitările instituțiilor sociale”; ea demonstrează necesitatea de a controla ,,excesele periculoase ale sentimentului feminin”, mai degrabă decât să le elibereze. Ea face asta demonstrând faptul că abnegația lui Elinor, în special când e vorba de păstrarea secretului și dorinței lui Lucy Steele de a-l ajuta Edward, chiar dacă ambele acțiuni au fost dureroase pentru ea, acestea contribuie în cele din urmă la propria ei satisfacție și a altora. În acest fel, Poovey susține faptul  că Austen sugerează că supunerea pe care Elinor o demonstrează, față de societate , este modalitatea adevărată prin care se poate atinge fericirea în viață. 
Critica romanului Rațiune și Simțire, include și abordări ecocritice. Articolul realizat de Susan Rowland, intitulat ,,Adevărata Operă: Alchimia Ecocritică și romanul Rațiune și Simțire a lui Austen”, analizează efectele pe care alienarea le are asupra lui Edward Ferrars. Edward este înstrăinat din societate din cauză că îi lipsește ceea ce Rowland numește ,,muncă folositoare”. Din perspectiva lui Rowland , condiția pe care o are Edward, reflectă problemele în ceea ce privește istoria locurilor de muncă în societățile occidentale industrializate. Înstrăinarea lui Edward față de muncă, reprezintă de asemenea ,,evoluția culturii muncii”, ca o ,,înstrăinare progresivă față de natura neumană”. Potrivit criticului, cultura umană îi îndepărtează pe oameni de natură, mai degrabă decât să-i întoarcă la ea. Marianne suferă și ea din cauza acestei înstrăinări față de natură, odată ce e smulsă din casa părintească , unde se bucura de plimbările pe teren și de priveliștea copacilor. Astfel, Rowland pune în legătură de-a lungul romanului ,disconfortul progresiv al lui Edward și al lui Marianne cu înstrăinarea lor față de natură. 

## Publicarea romanului

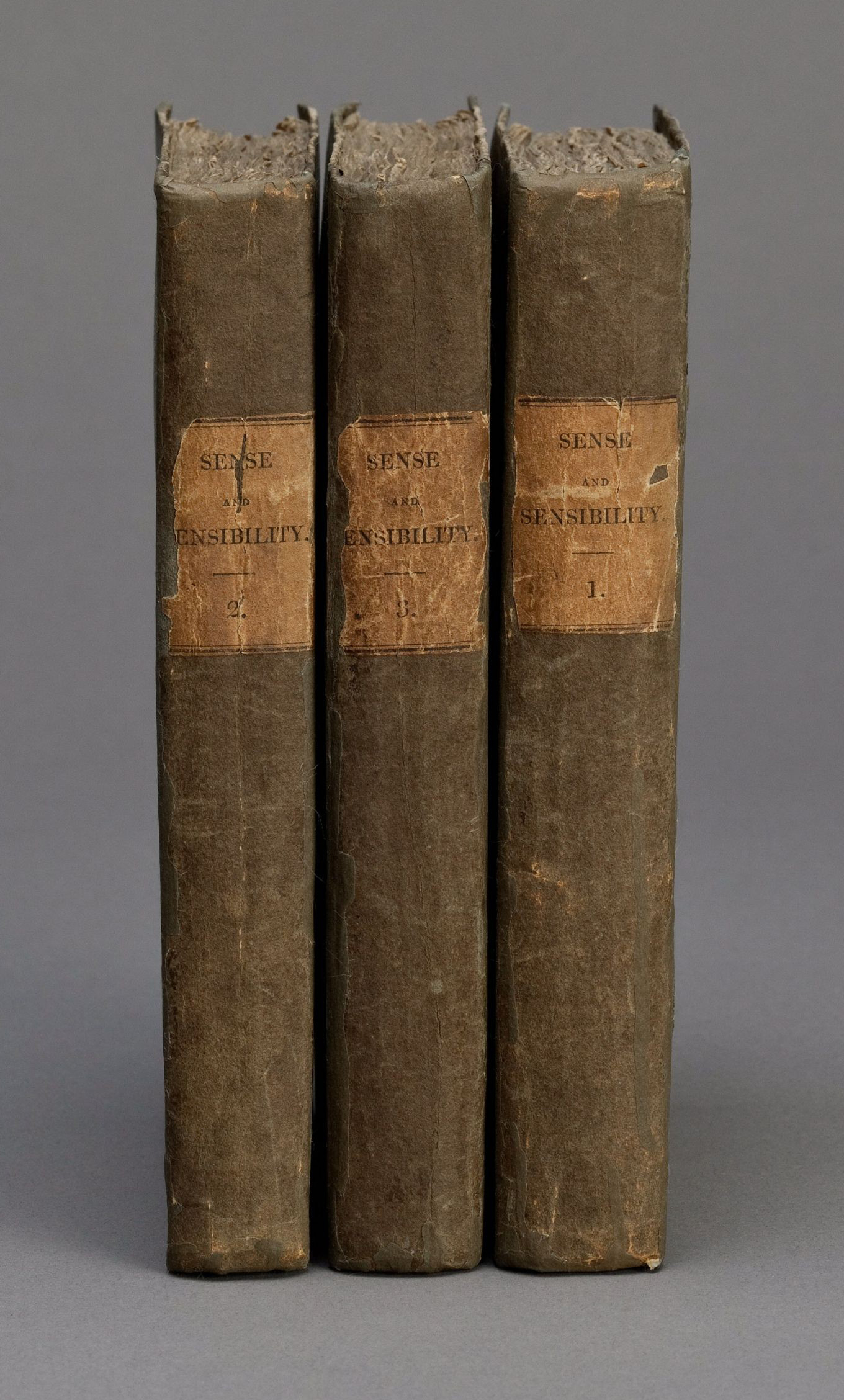
Cele trei volume ale primei ediții ale romanului Rațiune și Simțire, 1811.

În 1811, Thomas Egerton de la editura Military Library din Londra, a acceptat manuscrisul pentru publicarea în trei volume.  Austen a plătit pentru a avea cartea publicată și a plătit un comision pentru vânzări, editorului. Costul publicării a fost mai mult de o treime din venitul anual al gospodăriei lui Austen , de 460 de lire sterline.( aproximativ 15,000 de lire sterline  în moneda din 2008).  A obținut un profit de 140 de lire sterline (aproape 5.000 de lire sterline în moneda din 2008) la prima ediție, în care s-au vândut toate cele 750 de exemplare tipărite până în iulie 1813.O a doua ediție a fost publicată  în Octombrie  1813. 
Romanul a fost în continuă publicare, până în secolul XXI, în timp ce popularitatea  și aprecierea critică a tuturor romanelor ei a crescut treptat. A fost tradus în franceză de către doamna Isabelle de Montolieu, intitulat Raison et Sensibilité. Montolieu avea doar cele mai elementare  cunoștințe din limba engleză, iar traducerile ei au fost mai degrabă imitații ale romanelor lui Austen, pentru că și-a pus asistenții să ofere un rezumat al romanelor lui Austen, pe care l-a tradus apoi într-o franceză înfrumusețată care a modificat deseori comploturile și personajele lui Austen. ,,Traducerea” romanului lui Austen de către Montolieu, modifică în totalitate scenele și personajele, de exemplu , făcând-o pe  Marianne să-l numească pe Willoughby un ,,înger” și un ,,Adonis” la prima întâlnire cu el, replici care nu apar în varianta originală engleză.  Același lucru și în privința scenei în care doamna Dashwood își critică soțul pentru planul său de a încerca să-și subvenționeze mama vitregă văduvă,aspect care ar putea fi dezavantajos pentru ,,micul nostru Harry”. Doamna Dashwood uită în curând de Harry și devine tot mai evident faptul că obiecțiile ei se bazează pe lăcomie. Montolieu a modificat scena ,prin faptul că doamna Dashwood continuă să vorbească despre ,,micul nostru Harry”, ca bază a obiecțiilor sale , schimbându-și complet motivele. Când Elinor află că cel din familia Ferrars care s-a căsătorit cu Lucy Steele este Robert și nu Edward, Montolieu adaugă o scenă în care Edward , surorile Dashwood și mama acestora , izbucnesc în lacrimi în timp ce își strâng mâinile , scenă care nu apărea în varianta originală. Austen pune într-o lumină favorabilă căsătoria dintre Robert Ferrars și Lucy Steele, în timp ce Montolieu o schimbă într-un eșec.

## Adaptări

### Ecran
- 1971: Această adaptare a fost dramatizată de către Denis Constanduros și regizată de David Giles, pentru BBC.[29]
- 1981: Acest serial TV care cuprinde șapte episoade a fost regizat de către Rodney Bennett.[30]
- 1995: Această lansare cinematografică a fost adaptată de către Emma Thompson și regizată de către Ang Lee.[31]
- 2000: O versiune a lui Tamil, intitulată Kandukondain Kandukondain îi are în rolurile principale pe Mammootty (Colonelul Brandon), Ajith Kumar (Edward Ferrars), Tabu (Elinor) și Aishwarya Rai (Marianne).[32]
- 2008: Acest serial TV pentru BBC format din trei episoade a fost adaptat de către Andrew Davies și regizat de către John Alexander.

### Radio
În 2013, Helen Edmundson a adaptat romanul Rațiune și Simțire, pentru BBC Radio 4.

### Scenă
- 2013:  Rațiune și Simțire, Musicalul ( carte și versuri de Jeffrey Haddow și muzică de Neal Hampton) a obținut premiera mondială de la Denver Center Theatre Company în Aprilie 2013, pus în scenă de regizorul nominalizat la Tony-Marcia Milgrom Dodge.[34]
- 2014: Utah Shakespeare Festival, a prezentat adaptarea lui Joseph Hanreddy și a lui J.R. Sullivan.[35]
- 2016: Bedlam theatrical troupe a montat o producție minimalistă bine primită, care a fost adaptată de Kate Hamill și regizată de către Eric Tucker , dintr-un repertoriu desfășurat în 2014.[36]

### Literatură
- În 2013, autoarea Joanna Trollope a publicat Rațiune și Simțire: Un roman[37] care face parte din seria intitulată de către editor Proiectul Austen, aducând personajele în zilele noastre, oferind și o satiră modernă.[38]
- 2009: Sense and Sensibility and Sea Monsters, este un roman parodic, mashup, scris de  Ben H. Winters, în care Jane Austen este co-autoarea.[39]
- 2016: Manga Classics: Rațiune și Simțire, apărut la UDON Entertainment's Manga Classic, a fost publicat în August 2016.[40]